# Nina Uraltseva
Nina Nikoláyevna Uraltseva (en ruso: Нина Николаевна Уральцева; Leningrado, Unión Soviética, 24 de mayo de 1934) es una matemática rusa, profesora de matemáticas y jefa del departamento de física matemática de la Universidad Estatal de San Petersburgo, y editora jefe de Proceedings of the St. Petersburg Mathematical Society. Es especialista en ecuaciones en derivadas parciales no lineales.
Uraltseva recibió su diploma en física en 1956 en la Universidad Estatal de Leningrado. Obtuvo un doctorado en 1960 en la misma universidad bajo la dirección de Olga Ladýzhenskaya, y obtuvo el título de doktor nauk en 1964. Se unió a la Universidad Estatal de Leningrado en 1959, y fue ascendida a catedrática en 1968 y a jefa del departamento en 1974.
La investigación de Uraltseva en el decimonoveno problema de Hilbert y en el vigésimo problema de Hilbert llevó a su reconocimiento en 1967 con el Premio Chebyshov de la Academia de Ciencias de la Unión Soviética, y en 1969 con el Premio Estatal de la Unión Soviética. Uraltseva fue ponente en el Congreso Internacional de Matemáticos de 1970 y de 1986. Se organizó en honor de su 70 cumpleaños un encuentro sobre ecuaciones en derivadas parciales en el Real Instituto de Tecnología de Estocolmo en junio de 2005, y en 2006 la misma institución le concedió un doctorado honoris causa. Por su 75 cumpleaños, le dedicaron un libro sobre ecuaciones en derivadas parciales y un número especial de la revista Problemy Matematicheskogo Analiza.